# إنريكو سلفادور
إنريكو سلفادور (بالإيطالية: Enrico Salvador)‏ هو دراج إيطالي، ولد في 30 نوفمبر 1994 في فيتوريو فينيتو في إيطاليا.

## وصلات خارجية
- إنريكو سلفادور على موقع الاتحاد الدولي للدراجات (الإنجليزية)
- إنريكو سلفادور على موقع أرشيف الدراجات (الإنجليزية)
- إنريكو سلفادور على موقع إحصائيات الدراجات الإحترافية (الإنجليزية)
- إنريكو سلفادور على موقع CycleBase (الإنجليزية)